# 病虫害防治

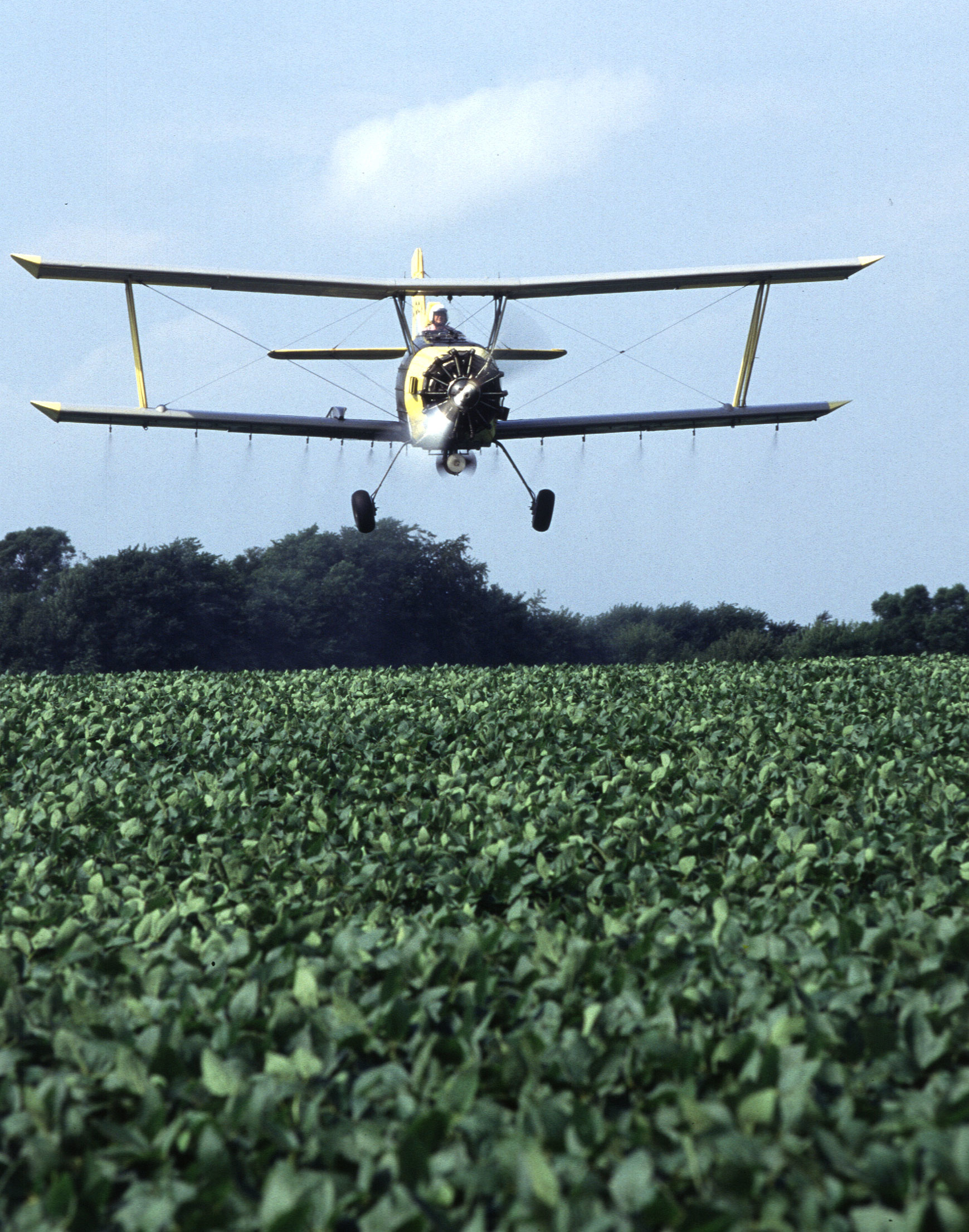
一架农用飞机正在低空作业，喷洒农药控制玉米根叶甲

病虫害防治（英語：Pest control）是指针对性地消灭一些害蟲物种，来保障粮食产量、人类健康以及生态平衡的农业过程。
从事病虫害防治这一行当的专家在美国被称为“扑灭者”（英語：Exterminators）。

## 代表

### 天敵對抗法
- 瓢蟲(消滅蚜蟲、介殼蟲、金花蟲幼體和部分的椿象。)[施放地點：一般菜圃、柑橘果園、高價農作場。]
- 螳螂(消滅如蝗蟲、蟬、部分的椿象。)[施放地點：農地、花圃、桑樹園等。]
- 寄生蜂(消滅各式害蟲，經馴化者對農業有著極高效益。)[施放地點：一般菜圃、柑橘果園、高價農作場。]
- 法螺(消滅棘冠海星)[施放地點：珊瑚礁海域。]
- 鴨(消滅福壽螺或部分水藻)[使用地點：水田，附帶收益是「鴨間稻」。]等。
- 禽畜法：除了鴨之外，雞、火雞、豬、鴿皆被視為有機農作法的幫手。尤其是雞與豬，雞會啄食地面或較低矮作物(如落花生、韭菜、草莓甚至是咖啡、葡萄)之害蟲，其排泄物是堆肥之一；豬則是在耕作時將地面上的害蟲踩死，能幫助地力回復，排泄物也是堆肥的一種。

### 施用藥劑法
- 滅蟻樂
- DDT類藥劑
- 芬普寧
- 荷爾蒙藥劑
- 除蟲菊藥劑
- 樟腦藥劑
- 液態氣體（如液態氮、液態氰化物）
- 各種殺蟲劑等

### 忌避法
- 在種植葉菜類時，隔段距離種植如蔥、蒜、韭、胡椒、花椒、辣椒等帶有刺鼻味道之植株，一來使害蟲難以接近，也可以增加副產品。
- 在種植較矮的蔬果，如番茄、馬鈴薯、荸薺、甜菜、蘆筍、茄子、落花生等之類，可在田邊種植如甘蔗、芒果、酪梨、番木瓜等等的高株植株，避免蟲子損傷產品，另外增加副產品之收穫，更可以避免地力損失過快。

## 历史
在农业产生之初，人类就开始了与虫害的斗争，为了将粮食产量最大化，人为地锄去一些与作物竞争的杂草，以及消灭一些食草动物。